# Fieldrunners
Fieldrunners es un videojuego de defensa de torres desarrollado para varias plataformas. Originalmente lanzado el 1 de octubre de 2008 como un título exclusivo de iOS, el juego fue porteado más adelante para Nintendo DSi, PlayStation Portable, PlayStation 3 y teléfonos móviles. Fue lanzado para la plataforma Android en julio de 2011 en la Amazon Appstore y Android Market, luego fue porteado a HTML5 por Gradient Estudio y Bocoup y lanzado en la Chrome Web Store el 25 de octubre, con el primer nivel, Grasslands, disponible de forma gratuita. Es el primer lanzamiento del desarrollador Subatomic Studios.

## Jugabilidad
A diferencia de otros juegos de defensa de torres, las torretas pueden ser colocadas en cualquier lugar y los enemigos pasarán alrededor de ellas, forzándolos a caminar por cualquier camino que el jugador cree. Sin embargo, no es posible bloquear el camino. Fieldrunners ofrece tres tipos de jugabilidad: clásico, extendido y sin fin. Los modos clásico y extendido limitan el número de rondas que el jugador deberá defender a 100. Clásico solo permite a los jugadores construir las cuatro torres originales: ametralladora, viscosa, misiles y tesla (excepto Skyway que sustituye con láser a tesla, y Frostbite que sustituye con hielo a viscosa). El modo extendido añade dos torres nuevas, lanzallamas y torre mortar (Skyway en este caso añade a tesla en lugar de mortar). En el modo sin fin el jugador podrá defender de forma indefinida. En cualquier modo el jugador podrá jugar en modo fácil, medio o difícil.

### Mapas
Los mapas fueron lanzados en el transcurso de varias actualizaciones. Solo Grasslands estuvo presente durante el lanzamiento inicial, contando con un campo abierto en el cual los enemigos podían entrar desde la izquierda y salir a la derecha. Luego se lanzó Crossroads, el cual también contaba con un campo abierto, pero los enemigos podían cruzar de arriba abajo además de izquierda a derecha. Drylands siguió posteriormente, disponiendo de un campo abierto con tres puntos de entrada, dos de izquierda a derecha y uno de arriba abajo. Dos mapas fueron incluidos como compras dentro de la aplicación: Skyway y Frostbite. Skyway dispone de un campo con obstáculos y una entrada en el extremo izquierdo. Frostbite tiene cuatro entradas de cada lado del mapa, y todas convergen al centro. Otra actualización introdujo un mapa gratuito, Crystal Caves, y dos mapas como compras dentro de la aplicación, MudSlide y LavaFlow. Crystal Caves cuenta con un campo abierto con una entrada rodeada por vías de tren. Mudslide es un mapa con obstáculos, una entrada a la izquierda y una intersección con vías de tren. Lavaflow es un campo con una intersección de dos rutas ferroviarias y una entrada a la izquierda.

## Recepción
Fieldrunners ha recibido reseñas generalmente positivas, con la versión de PSP alcanzando un puntaje de 81% en el sitio web agregador de reseñas Metacritic. IGN le dio al juego un ocho de diez, recomendándolo fuertemente. Select Start Media fue más crítico del port de PC, pero expresó su satisfacción por los lanzamientos móviles.
Stuart Dredge de Pocket Gamer reseñó la versión de iPhone señalando sus «controles astutos y gráficos caricaturescos», llamándolo «el mejor juego de defensa de torres de iPhone hasta ahora».
La versión de PSP de Fieldrunners alcanzó un 81/100 en Metacritic.[7] Las reseñas para la versión HD de Fieldrunners de iPad han sido positivas.
A pesar de haber tenido reseñas positivas, las calificaciones del juego han sido relativamente inferiores a las de otros juegos debido al hecho de ser un juego pago que tiene compras dentro de la aplicación, y la numerosa cantidad de fallos que tuvieron algunos jugadores.